# NK Sokol Berak
NK Sokol Berak je nogometni klub iz Berka.

## Povijest
U Berku je od 1963. do 1991. godine postojao nogometni klub Jedinstvo.
Nogometni klub Sokol iz Berka osnovan je 1. srpnja 2001. godine. NK Sokol natjecao se u 3. ŽNL Vukovarsko-srijemskoj kada se nakon šest sezona morao isključiti iz natjecanja zbog raspada uprave kluba. U mjesecu kolovozu 2011. godine održana je Skupština kluba na kojoj je glavni pokretač ponovnog aktiviranja kluba Tomislav Šarčević izabran i službeno predsjednikom kluba. NK Sokol je nakon četiri i pol godine neaktivnosti, 13. studenog 2011., odigrao prijateljsku utakmicu protiv lokalnog kluba iz Tompojevaca, a rezultat je bio 3:3. Klub se uključio u natjecanje, u 3. ŽNL u sezoni 2012./13. i u toj sezoni je zauzeo 5. mjesto. U sezoni 2014./15., klub osvaja 1. mjesto u 3. ŽNL Vukovarsko-srijemskoj, te se u sezoni 2015./16. natječe u 2. ŽNL Vukovarsko-srijemskoj NS Vukovar, ali se tu zadržava samo 1 sezonu. Trenutačno se natječe u 3. ŽNL.

## Vanjske poveznice
- Neslužbene stranice kluba